# Magraneta borda
La magraneta borda (Neottia nidus-avis) és una planta de la família de les orquídies.
És una planta paràsita força rara, geòfita i pol·linitzada per insectes. És l'única espècie del gènere Neottia.
Tota la planta és de color uniforme, generalment blanc marronós a causa del fet que es troba desproveïda de clorofil·la. Floreix entre maig i juliol. És semblant a la flor de l'home penjat (Aceras anthropophorum).